# Badelunda socken
Badelunda socken i Västmanland ingick i Siende härad, uppgick 1946 i Västerås stad och området ingår sedan 1971 i Västerås kommun och motsvarar från 2016 Badelunda distrikt.
Socknens areal var 44,64 kvadratkilometer, varav 44,59 land. År 1946 fanns här 2 484 invånare. En del av Västerås, fornlämningsområdet vid Anundshög samt sockenkyrkan Badelunda kyrka ligger i socknen. 

## Administrativ historik
Badelunda socken har medeltida ursprung. Omkring 1540 införlivades Furby socken som utgjort östra delen och hade en medeltida kyrka där en mindre ruin återstår idag.
Vid kommunreformen 1862 övergick socknens ansvar för de kyrkliga frågorna till Badelunda församling och för de borgerliga frågorna till Badelunda landskommun. Landskommunens inkorporerades 1946 i Västerås stad som 1971 ombildades till i Västerås kommun. Församlingen namnändrades 1962 till Västerås Badelunda församling. Församlingen uppgick 2006 i Tillberga församling.
1 januari 2016 inrättades distriktet Badelunda, med samma omfattning som församlingen hade 1999/2000.  
Socknen har tillhört fögderier, tingslag och domsagor enligt vad som beskrivs i artikeln Siende härad. De indelta soldaterna tillhörde Västmanlands regemente, Livkompaniet och Livregementets grenadjärkår, Livkompaniet.

## Geografi
Badelunda socken ligger öster om Västerås kring Badelundaåsen och norr om Västeråsfjärden där öar som Björnön ingår. Socknen är till största delen slättbygd, men omfattar även flera stadsdelar i östra Västerås: Haga, Malmaberg, Skiljebo, Bjurhovda, Brandthovda samt industridelarna Lunda och Hälla.
I socknens västra del går riksväg 56 mellan Västerås och Sala.

## Fornlämningar
Från yngre stenåldern (senneolitikum), finns en hällkista. Från bronsåldern har anträffats en mängd gravar samt boplatser och skålgropar. De flesta fornlämningar är dock från järnåldern. Främst rör det sig om gravfält från äldre och yngre järnåldern. Mest iögonenfallande är fornlämningsområdet vid Anundshög. Dessutom finns ytterligare en storhög, Grytahögen i närheten. Det finns i socknen även båtgravar samt två labyrinter. Viktiga arkeologiska fynd har gjorts på Tuna gravfält kring den Frejakult som kan ha förekommit där. Tunaskatten är det enskilt största fynd av forntida guldföremål i en kvinnograv.

## Namnet
Namnet (1345 Badlunge) innehåller badh, 'förhöjning' samt ett ord lung, 'grusås'. Detta syftar på en platå på Badelundaåsen.

## Befolkningsutveckling
| Befolkningsutvecklingen i Badelunda socken 1800–1940                                                    | Befolkningsutvecklingen i Badelunda socken 1800–1940 | Befolkningsutvecklingen i Badelunda socken 1800–1940 | Befolkningsutvecklingen i Badelunda socken 1800–1940 | Befolkningsutvecklingen i Badelunda socken 1800–1940 |
| --- | ---------------------------------------------------- | ---------------------------------------------------- | ---------------------------------------------------- | ---------------------------------------------------- |
| |                                                      |                                                      |                                                      |                                                      |
| År |                                                      |                                                      | Folkmängd                                            |                                                      |
| 1800 | 1800                                                 |                                                      | 893                                                  |                                                      |
| 1810 | 1810                                                 |                                                      | 933                                                  |                                                      |
| 1820 | 1820                                                 |                                                      | 1 010                                                |                                                      |
| 1830 | 1830                                                 |                                                      | 910                                                  |                                                      |
| 1840 | 1840                                                 |                                                      | 973                                                  |                                                      |
| 1850 | 1850                                                 |                                                      | 949                                                  |                                                      |
| 1860 | 1860                                                 |                                                      | 1 032                                                |                                                      |
| 1870 | 1870                                                 |                                                      | 1 036                                                |                                                      |
| 1880 | 1880                                                 |                                                      | 1 078                                                |                                                      |
| 1890 | 1890                                                 |                                                      | 1 054                                                |                                                      |
| 1900 | 1900                                                 |                                                      | 1 130                                                |                                                      |
| 1910 | 1910                                                 |                                                      | 1 021                                                |                                                      |
| 1920 | 1920                                                 |                                                      | 1 057                                                |                                                      |
| 1930 | 1930                                                 |                                                      | 1 134                                                |                                                      |
| 1940 | 1940                                                 |                                                      | 1 845                                                |                                                      |
| Anm: Källor: Umeå universitet - Tabellverket 1749-1859, Demografiska databasen, CEDAR, Umeå universitet |                                                      |                                                      |                                                      |                                                      |